# Motta Camastra
Motta Camastra település Olaszországban, Szicília régióban, Messina megyében. Lakosainak száma 794 fő (2023. január 1.). Motta Camastra Castiglione di Sicilia, Graniti, Antillo és Francavilla di Sicilia községekkel határos.

## Népesség
A település lakossága az elmúlt években az alábbi módon változott:
| Lakosok száma | 828  | 815  | 794  |
|               | 2017 | 2018 | 2023 |